# Ліщани (Люблінське воєводство)
Ліщани (або Лещани, пол. Leszczany) — село в Польщі, у гміні Жмудь Холмського повіту Люблінського воєводства. Населення — 440 осіб (2011).

## Історія
За даними митрополита Іларіона (Огієнка), 1436 року вперше згадується православна церква в селі. Український історик Іван Крип'якевич датує першу згадку про церкву в селі 1564 роком.
За даними етнографічної експедиції 1869—1870 років під керівництвом Павла Чубинського, у селі здебільшого проживали греко-католики, які розмовляли українською мовою. 1872 року місцева греко-католицька парафія налічувала 818 вірян. 1908 року в селі зведено православну церкву.
У липні-серпні 1938 року польська влада в рамках великої акції руйнування українських храмів на Холмщині і Підляшші знищила місцеву православну церкву.
У 1943—1944 роках польські шовіністи вбили в селі 5 українців.
У 1975—1998 роках село належало до Холмського воєводства.

## Населення
Демографічна структура станом на 31 березня 2011 року:
|          | Загалом | Допрацездатний вік | Працездатний вік | Постпрацездатний вік |
| -------- | ------- | ------------------ | ---------------- | -------------------- |
| Чоловіки | 229     | 55                 | 151              | 23                   |
| Жінки    | 211     | 43                 | 116              | 52                   |
| Разом    | 440     | 98                 | 267              | 75                   |